# 盛岡市立城南小学校
盛岡市立城南小学校（もりおかしりつ じょうなんしょうがっこう）は、岩手県盛岡市若園町にある公立小学校。「至誠」「清明」「堅忍」を校訓としている。公立小学校としては東北唯一の国語研究校であり、学校公開や授業研究により創立時から受け継がれる「城南教育」が有名。

## 沿革
- 1893年（明治26年）9月24日 - 盛岡第二尋常小学校・盛岡第三尋常小学校を統合し、城南尋常小学校として創立。
- 1910年（明治43年）9月9日 - 市内大洪水により校舎の一部流失。
- 1913年（大正2年）11月21日 - 新校舎改築落成式挙行。
- 1914年（大正3年）4月15日 - 校章・校訓を制定。
- 1916年（大正5年）5月 - 校歌（旧）制定。
- 1931年（昭和6年）6月15日 - 岩手県内の小学校では初のプールが竣工（長さ25m×幅15m）。プールは、小田東氏（22回卒業生）より寄贈された[1]。
- 1941年（昭和16年）4月1日 - 国民学校令施行により、「城南国民学校」と改称（初等科のみ）。
- 1943年（昭和18年）9月24日 - 創立50周年記念式典を挙行。
- 1944年（昭和19年） - 校地拡張のために南側隣接地買収[1]。
- 1946年（昭和21年） - 新校歌制定[1]。
- 1947年（昭和22年）
  - 2月5日 - 学校給食開始（当時は脱脂粉乳と汁のみ）。
  - 4月1日 - 学制改革により、盛岡市立城南小学校と改称。同時に盛岡市立城南中学校併設。
- 1948年（昭和23年）4月1日 - 盛岡市立城南中学校廃止。
- 1953年（昭和28年）9月24日 - 児童図書館・城南会館落成。
- 1958年（昭和33年）4月1日 - 盛岡市立山王小学校が創設され、学区変更。
- 1964年（昭和39年） - 「吉田文庫」開設、吉田良治氏（43回卒業生）毎月児童用図書寄贈[1]。
- 1965年（昭和40年） - 特殊学級1学級新設[1]。
- 1973年（昭和48年）7月11日 - 日本青少年赤十字（JRC）に加盟登録。
- 1975年（昭和50年）8月2日 - 西校舎および城南会館が、不審火により消失。
- 1978年（昭和53年）
  - 3月 - 跡地に鉄筋の新西校舎6教室が竣工[1]。
  - 7月 - プール全面改修[1]。　
  - 9月15日 - 南芳園整備工事並びにプール建設工事完了記念碑建立。
- 1992年（平成5年）9月16日 - プレ開校100年祭（白寿祭）。
- 1993年（平成5年）
  - 3月19日 - 第100回卒業証書授与式を挙行。
  - 9月17日 - 開校100年記念植樹祭挙行。
  - 9月26日 - 開校100周年記念式典並びに祝賀会を挙行。
- 1994年（平成6年）
  - 5月 - 木造校舎を曳家し、校舎建設工事に着手[1]。
  - 12月 - 旧校舎があった場所に、外観を再現した最新の施設設備を有する新校舎が完成[1]。
- 1995年（平成7年）9月22日 - 木造校舎お別れ式挙行。
- 1996年（平成8年）
  - 3月13日 - 校訓「至誠」記念碑除幕。
  - 6月1日 - 新校舎落成記念式典挙行。
- 2003年（平成15年） - パソコン教室にパソコン40台設置。
- 2006年（平成18年） - ふれあいパトロール隊発足。
- 2016年（平成28年）2月 - 図書室にバーコードシステムが導入され、運用開始[1]。
- 2019年（令和元年） - 本校を含む盛岡市内の全小中学校の教室にエアコンが設置された[1]。
- 2021年（令和3年）
  - 7月 - 老朽化による体育館の改築工事開始[1]。
  - 時期不明 - GIGAスクール構想により、一人一台のタブレット端末を整備[1]。
- 2022年（令和4年）3月 - LED照明、多機能トイレ、格納式ひな壇、弾力のある床、暖房器具等の設備を備えた新体育館が完成[1]。
- 2023年（令和5年）
  - 9月 - 創立130周年記念集会開催[2]。
  - 時期不明 - 創立130周年記念式典挙行し、祝賀会開催。

## 学校行事
- 4月 - 新任式、始業式、入学式、対面式
- 5月 - 運動会
- 6月 -
- 7月 - 終業式、夏休み
- 8月 - 始業式
- 9月 -
- 10月 - マラソン大会
- 11月 -
- 12月 - 終業式、冬休み
- 1月 - 始業式
- 2月 -
- 3月 - 修了式、卒業式、離任式

## 交通アクセス
JR東日本東北本線・東北新幹線 、IGRいわて銀河鉄道いわて銀河鉄道線「盛岡駅」東口のりばより岩手県交通が運行している以下のバスを利用。
- 「若園町」バス停下車。徒歩約5分
  - 15番・16番のりば盛岡都心循環バス「でんでんむし」 「上ノ橋町」からも乗降可能。
  - 12番のりば「405｣
- 「上ノ橋町」バス停下車。徒歩約5分
  - 12番のりば「314」

## 通学区域
- 本町通1丁目の一部
- 愛宕町の一部
- 中ノ橋通1丁目
- 中ノ橋通り2丁目の一部
- 紺屋町
- 神明町
- 志家町の一部
- 若園町
- 住吉町
- 上ノ橋町
- 天神町
- 加賀野（1丁目〜4丁目・字桜山・字才ノ神・字狐洞・字下大久保・字杉山）
- 南大通1丁目の一部
- 八幡町の一部
- 松尾町の一部
- 東新庄2丁目の一部
- 東桜山
- つづじが丘
- 浅岸1丁目の一部
- 新庄字瀬戸